# Gianni Ambrosio
Gianni Ambrosio (Santhià, 23 december 1943) is een Italiaans geestelijke en bisschop van de Rooms-Katholieke Kerk. 
Ambrosio bezocht het klein- en grootseminarie in Vercelli en werd op 7 juli 1968 priester gewijd. Na zijn priesterwijding vertrok hij naar Parijs waar hij aan de Sorbonne godsdienstsociologie studeerde. Pas in 1995 rondde hij zijn academische opleiding af met een doctoraat in het canoniek recht aan de Pauselijke Lateraanse Universiteit in Rome.
Onderwijl was hij van 1974 tot 1988 kapelaan in Santhià en Moncrivello. Daarna was hij gedurende dertien jaar pastoor in Vercelli. Op 22 december 2007 benoemde paus Benedictus XVI hem tot bisschop van Piacenza-Bobbio. Hij werd op 16 februari 2008 door de toenmalige kardinaal-staatssecretaris Tarcisio Bertone bisschop gewijd.
- Biblioteca Nacional de España: XX5585157
- Bibliothèque nationale de France: cb16526202z (data)
- Gemeinsame Normdatei: 1077533144
- International Standard Name Identifier: 0000 0000 3988 2793
- Library of Congress Control Number: n88258402
- Nationale Bibliotheek van Tsjechië: xx0312102
- Nationale Bibliotheek van Polen: a0000003025994
- Nederlandse Thesaurus van Auteursnamen: 202122107
- Istituto Centrale per il Catalogo Unico: CFIV084145
- Système universitaire de documentation: 075710838
- Virtual International Authority File: 6500372
- WorldCat: E39PBJtCCm49rmGhGGKB8Gbcfq